# The Milestones
The Milestones är en musikgrupp från Österrike som deltog i Eurovision Song Contest 1972 med Falter im Wind. Låten framfördes snabbare live än på studioversionen. De slutade på femte plats med bland annat 10 poäng (högsta poäng då) ifrån Sverige. Österrike drog sig ur tävlingen därefter och återvände inte förrän 1976.

## Bandmedlemmar
- Beatrix Neundlinger
- Günther Grosslercher
- Norbert Niedermayer
- Christian Kolonovits